# European Vital Computer

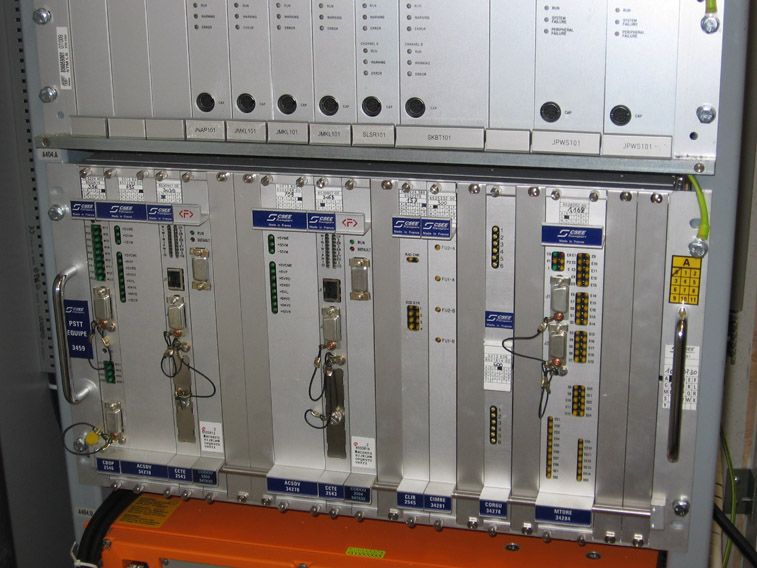
European Vital Computer auf einem tschechischen Triebfahrzeug

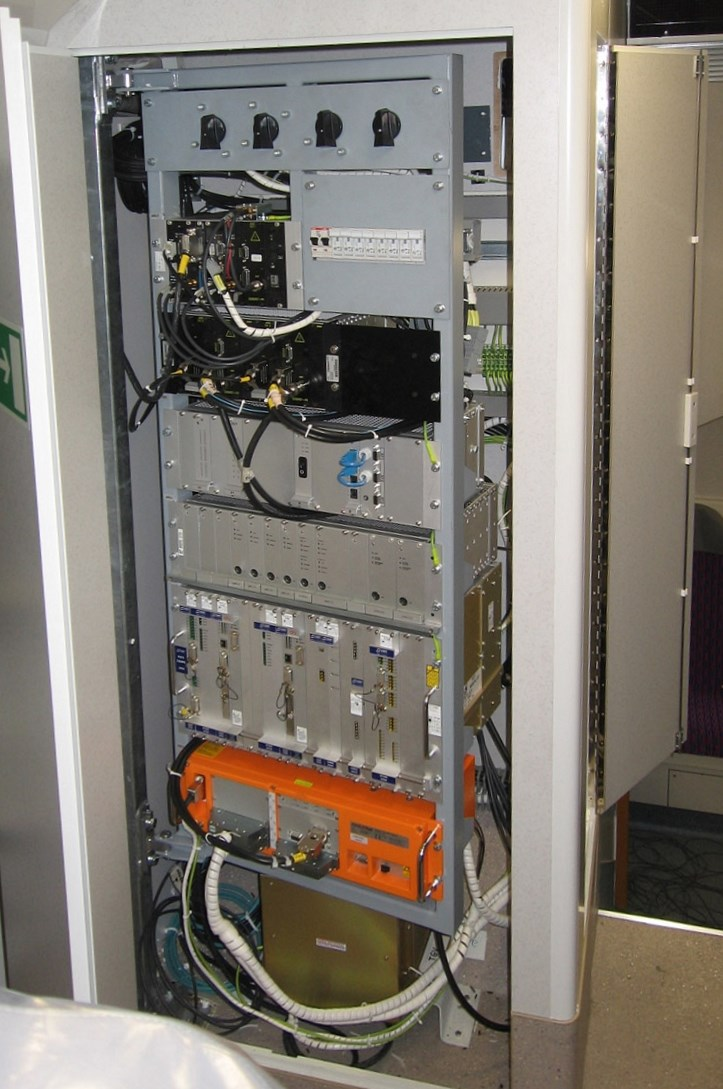
EVC mit Umsystemen. Oberhalb des EVC sind (von oben nach unten) u. a. Stromversorgung, Schnittstellen zum Funk und nationalem Zugbeeinflussungssystem (STM) angeordnet, unterhalb des EVC der Datenrekorder (JRU, in rot)

Der European Vital Computer (Abk. EVC) ist im europäischen Zugbeeinflussungssystem ETCS ein sicherer Fahrzeugrechner und Kernstück der Fahrzeugausrüstung.
Während von der Streckenseite lediglich eine Beschreibung der Infrastruktur auf das Fahrzeug übermittelt wird, obliegt dem EVC die Durchführung der sich daraus ergebenden Aktionen, beispielsweise die Einhaltung von Bremskurven oder die Ansteuerung des Hauptschalters bei Schutzstrecken der Oberleitung. Zu den weiteren sicheren Aufgaben zählen die Weg- und Geschwindigkeitsüberwachung, die Verarbeitung von ETCS-Fahrterlaubnissen sowie Level- und Mode-Wechsel. Zu den Informationen, die dazu streckenseitig bereitgestellt werden, zählen beispielsweise zulässige Geschwindigkeiten, Gradientenprofile und Durchrutschwege.
In Europa waren im Herbst 2019 4.000 ETCS-Bordgeräte im Einsatz, weitere rund 14.000 beauftragt.
Im deutschsprachigen Raum gibt es für den EVC keine gängige Übersetzung. Zu den Übersetzungen zählen Bordrechner, ETCS-Bordrechner, ETCS-Fahrzeuggerät ETCS-Fahrzeugrechner, ETCS-Hauptrechner, ETCS-Rechner, sicherer ETCS-Rechner, ETCS-Zentralgerät, Fahrzeugrechner, fehlersicherer Rechner für ETCS, Fahrzeugsystem, Kern des ETCS, sicherer Rechner, Zentralgerät, Rechner und Zentralrechner.

## Integration in das Fahrzeug
Auf Lokomotiven wird in der Regel ein gemeinsamer EVC für beide Führerräume eingebaut, auf Triebzügen können, je nach EVC-Lieferant und Zuglänge, auch zwei EVCs zum Einsatz kommen. Ausschlaggebend sind dabei u. a. maximale Kabellängen.
Der Einbauort des den EVC aufnehmenden Gehäuses wird u. a. unter Berücksichtigung von Aspekten geeigneter Umweltbedingungen (einschließlich Klimatisierung/Lüftung), Brandschutz, der Elektromagnetischen Verträglichkeit und des Schutzes vor unautorisiertem Zugang gewählt.
Der notwendige Einbauraum hängt vom jeweiligen Lieferanten ab.

## Schnittstellen

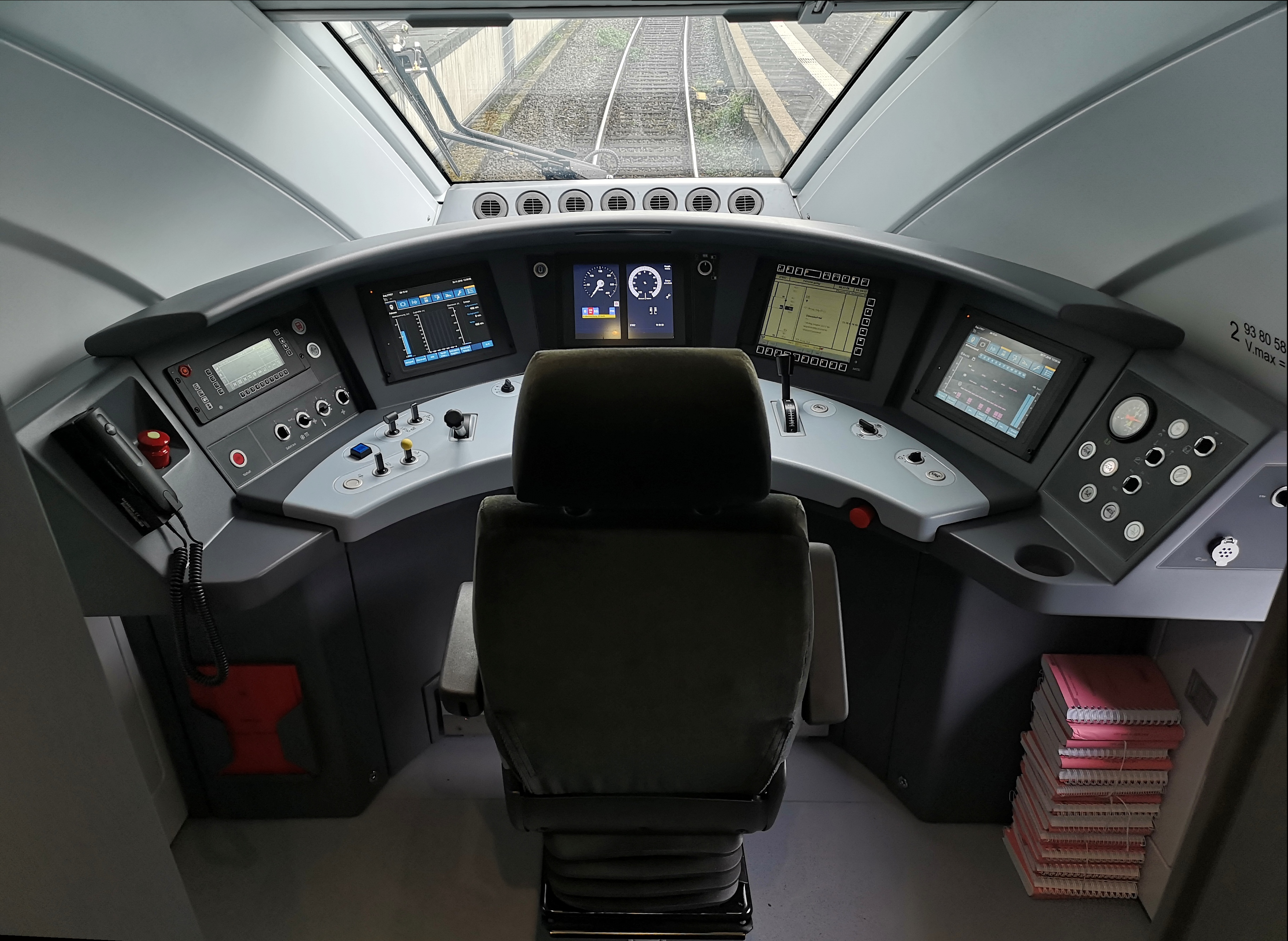
Führerstand, u. a. mit Driver Machine Interface (mittig)

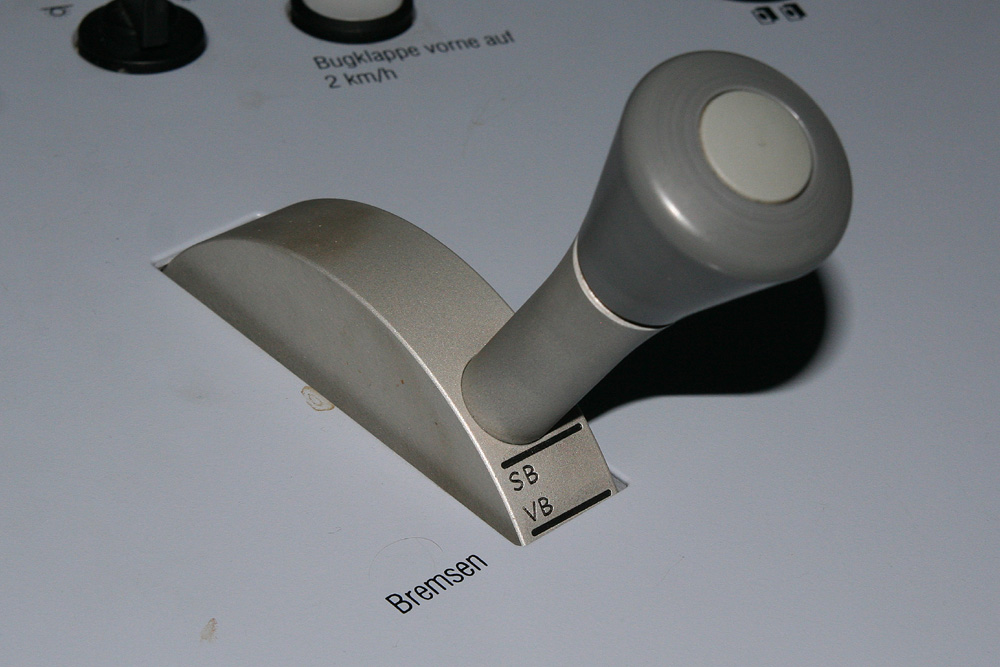
Bedienhebel des Führerbremsventils

Der EVC muss über eine Schnittstelle zum Zug verfügen, u. a. zur Ansteuerung der Bremse und Abschaltung von Traktion. Ferner werden Informationen von Schaltern abgegriffen, beispielsweise zur Fahrtrichtung und zur Aktivierung eines Führerraums. Optional wird auch die MMI/DMI-Steuerung des Stromabnehmers, der Bremssteller oder der Hauptschalter an das EVC angebunden. In manchen Anwendungsfällen wird ein Knopf zur Bestätigung von ETCS-Funktionen eingebaut.

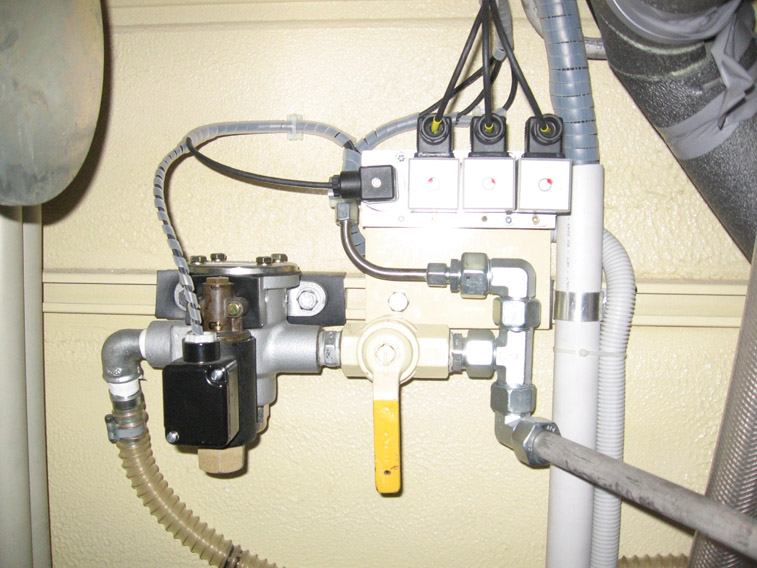
Zusätzliches Sicherheitsventil für ETCS an der Hauptluftleitung

Die EVC-Zug-Schnittstelle kann entweder mit diskreten Eingaben und Ausgaben oder mittels eines Bus (z. B. Profibus, MVB, CAN) erfolgen. Sicherheitsrelevante Signale müssen über redundante und unabhängige Signalwege übertragen werden. Mischformen sind möglich, beispielsweise Bremsanforderungen über Zugbus und zusätzlicher Zugriff auf Schnellbremsschleifen per Relais (Hilfsschütz). Zwischen dem EVC und dem Fahrzeugbus wird teils auch ein Gateway angeordnet.
Aufgrund der Vielzahl unterschiedlicher Fahrzeuge wurde bislang keine einheitliche EVC-Zug-Schnittstelle definiert.
Manche Betreiber halten eine Verschlüsselung von EVC-Schnittstellen, beispielsweise zum Balisenlesegerät (BTM) oder dem Display (DMI), für notwendig.
Auch die Übernahme von Zugdaten über den Fahrzeugbus ist möglich.

## Aufbau
Der EVC ist in der ETCS-Referenzarchitektur nicht explizit erwähnt. Aufbau und Design des EVC sowie vieler Schnittstellen und Umsysteme sind herstellerspezifisch. So werden EVCs, je nach Lieferant, als 2-von-2- oder 2-von-3-Rechner-Systeme ausgeführt.
Der EVC kann Baugruppen für Ein- und Ausgang, Konfigurationsparameter, Spannungsversorgung, Odometrie, Balisenantenne und GSM-R enthalten. Bei DMIs nach ETCS Baseline 3, die eine sichere Anzeige bestimmter Informationen gewährleisten müssen, fällt der notwendige Vergleich der an das DMI übermittelten und tatsächlich angezeigten Daten mitunter dem EVC zu. Der EVC kann über eine Schnittstelle mit einem Bordinformationssystem verbunden sein. Bei der Wuppertaler Schwebebahn werden darüber beispielsweise betriebliche Anmeldedaten des Zuges zum EVC sowie Odometriedaten des Zuges zum Bordinformationssystem übertragen.

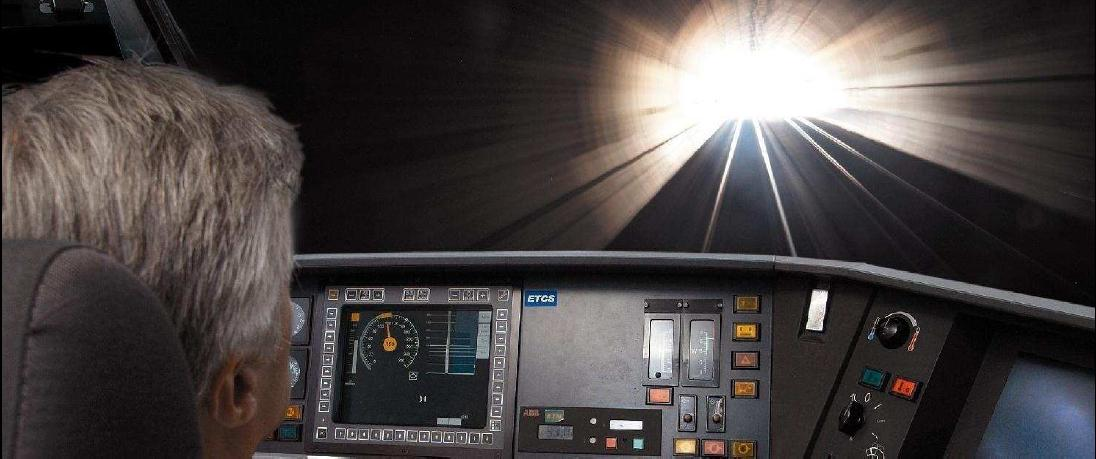
Das Führerraumdisplay (DMI) im Blickfeld des Triebfahrzeugführers eines mit ETCS geführten Zuges zeigt u. a. die aktuelle und die zulässige Geschwindigkeit an.

Beispielsweise verwendete Alstom bei der Ausrüstung der Baureihe 403 ein Zwei-von-drei-Rechner-System, in dem zwei Rechner alle Schnittstellen beinhalten und ein dritter nur Baugruppen für Konfigurationsparametern, Odometrie sowie Spannungsversorgung enthält. Der dritte Rechner läuft dabei im Hot-Standby und wird aktiv, wenn einer der beiden übrigen EVCs ausfällt. Fallen zwei Rechner aus, wird eine nicht lösbare Zwangsbremsung eingeleitet. Das DMI-Bild wird im EVC berechnet.
Siemens verwendet dagegen ein hochverfügbares 2-von-2-Rechner-System mit drei Höheneinheiten (Stand: 2010). Ein Non Vital Computer (NVC) beinhaltet das Diagnosesystem, die Projektierung sowie signaltechnisch nicht sichere Funktionalitäten der Datenübertragung. Das DMI-Bild wird im DMI berechnet.
Bei der ab Ende 2022 in Betrieb genommenen Baureihe 408 besteht der EVC aus zwei Rechnerbaugruppen in 2-von-2-Architektur.

### Zusammenspiel mit nationalen Systemen
Wird ein Fahrzeug neben ETCS auch mit weiteren Zugbeeinflussungssystemen (z. B. Klasse-B-Systemen) ausgerüstet, bestehen in Bezug auf den EVC – je nach betrieblichen, technischen und wirtschaftlichen Rahmenbedingungen – vier Möglichkeiten zu deren Anbindung:
- Wird ein nationales Zugbeeinflussungssystem als Specific Transmission Module (STM) an den EVC angebunden, werden die erforderlichen Schnittstellen des STM über den EVC geführt. Das STM nutzt den EVC dabei u. a., um Odometriedaten zu erhalten, Informationen auf dem DMI anzuzeigen oder Bremsen auszulösen.[8] Zur Verbindung des EVCs mit STMs wird Profibus verwendet.[29] Diese Lösung ist mit erheblichem Entwicklungsaufwand verbunden und daher nur für funktional umfassende nationale Systeme sinnvoll.[8] Beispielsweise wird die Linienzugbeeinflussung in Spanien als STM betrieben.[8] Die Anbindung als STM gilt im Allgemeinen als Vorzugsvariante.[35]
- Nationale Zugbeeinflussungssysteme können auch als Semi-STM (auch spezifische Buskopplung) angebunden werden. Dabei wird das System im Regelbetrieb über den vorhandenen Fahrzeugbus gesteuert, bei Störfällen können sie auch ohne EVC betrieben werden.[35] ETCS (EVC) und das nationale System kommunizieren mit den Umsystemen dabei über einen gemeinsamen Bus, die Kopplung beider Zugbeeinflussungssysteme dient dabei ausschließlich zur Steuerung der Transitionen. Während die Eingriffe in ETCS und das nationale System dabei reduziert werden können, entsteht ein zusätzlicher Aufwand in den Umsystemen wie dem DMI und dem Datenrekorder (JRU). Beispielsweise wurde die LZB in Deutschland (über MVB gekoppelt) auf diese Weise von der Deutschen Bahn spezifiziert.[35]
- Ein EVC kann auch als Bi-Standard-EVC (teils auch Dual-Standard-EVC[37]) ausgeführt sein. Dabei übernimmt das EVC von ETCS die Funktion des nationalen Zugbeeinflussungssystems. Die Funktion des nationalen Systems kann dabei innerhalb des EVC oder mittels proprietärer Schnittstellen gekoppelt. Diese Lösung bietet sich für einfache nationale Systeme oder bei akutem Platzmangel an.[8] Daneben können nationale Erweiterungen, die betriebliche Vorteile bieten, umgesetzt werden.[35] Beispielsweise wurde EVM in Ungarn (mit Implementierung im EVC) oder EBICAB und Bulgarien (mit EVC-interner Übersetzung in ETCS-Telegramme) auf derartige Weise implementiert.[8] Diese Lösung wird häufig von Herstellern nationaler Zugbeeinflussungssysteme für ihre Heimatmärkte entwickelt.[35]
- Auch ein Parallelbetrieb des EVC für ETCS und eines nationalen Systems ist grundsätzlich möglich. Beide Systeme verwenden dabei weitgehend eigene Umsysteme (z. B. Datenaufzeichnung, Odometrie), die Kopplung von EVC und nationalem System erfolgt über eine Busverbindung oder Relaiskonstakte und dient dabei nur der Steuerung und Kontrolle der Transitionen.[8] Eine derartige Lösung kommt bei mangelnder Wirtschaftlichkeit anderer Lösungen oder notwendiger betrieblicher Unabhängigkeit der beteiligten Systeme in Betracht. Beispielsweise wurde ATS in der Türkei oder MIREL in der Slowakei (über eine RS-485-Schnittstelle) angebunden.[35]

## Anforderungen
Ein Fahrzeuggerät muss binnen drei Sekunden nach Aktivierung des Führerraums zur Eingabe der Triebfahrzeugführernummer bereit und im einfachsten Fall binnen 15 Sekunden bereit für Rangierfahrten (ETCS-Betriebsart Shunting) sein. Fahrterlaubnisse müssen binnen 1,5 Sekunden verarbeitet sein. Kürzere Verarbeitungszeiten sind möglich. Verkürzte Verarbeitungszeiten sind im Bereich der Deutschen Bahn auch für besonders dichte Blockteilungen erforderlich. Teilweise bestehen auch spezifische Anforderungen an gewisse Prozesszeiten, beispielsweise den Zeitbedarf beim Fahrtrichtungswechsel oder Beschleunigungen durch Übernahme von am DMI eingegebenen Daten in Umsysteme wie der Fahrgastinformation.
Die Stromversorgung des EVC gilt als größter Schwachpunkt der ETCS-Fahrzeugarchitektur. Die Referenzarchitektur sieht daher zwei redundante Stromversorgungen vor. Auch die Anbindung an Umsysteme erfolgt redundant.
ETCS-Fahrzeuggeräte müssen für den Einsatz auf den Schienenwegen von DB Netz, die nicht mit Punktförmiger Zugbeeinflussung ausgerüstet sind, u. a. eine MTBF von wenigstens 23.000 Stunden und eine technische Verfügbarkeit von 99,9913 % erfüllen.

### Tests
Die Konformität von EVCs gegen die ETCS-Spezifikation ist in Subset-094 der ETCS-Spezifikation beschrieben. Der EVC wird dabei in einen Testadapter integriert, das in rund 800 vorgegebenen Testsequenzen beschriebene Verhalten in logische und physische Signale umgewandelt und auf funktionale Korrektheit und Vollständigkeit geprüft. Durch eine solche, auch als I/OSI-Adapter (In-/Out System Interface) bezeichnete universelle Schnittstelle können die Funktionen notwendiger peripherer Geräte wie Balisen und Modems bei Interoperabilitätstests genutzt und als fehlerfrei vorausgesetzt werden.
Um die Interoperabilität zu gewährleisten, sind ferner spezielle Interoperabilitätstests, in denen beispielsweise auch ein RBC mit eingebunden wird, geboten. Im Fokus der in den Subsets 110, 111 und 112 beschriebenen Fälle stehen Szenarien, die eine Interaktion der beteiligten Komponenten bedingen.

## Lieferanten
ETCS-Fahrzeugausrüstungen werden von verschiedenen Lieferanten angeboten:
- Alstom (Atlas[46])
- Bombardier (EBI Cab 2000[19][47])
- CAF Signalling (Auriga[48])
- CRCC (SigThemis)[49]
- CRRC (RailBot)[50]
- Hitachi Rail STS (ehemals Ansaldo STS[51])
- Siemens Mobility (Trainguard 100 für Level 1,[35][52] Trainguard 200[22] für Level 2[35])
- Thales (AlTrac)[53]

Stadler kündigte 2017 an, eigene ETCS-Bordgeräte herstellen zu wollen. Dazu gründeten Stadler und Mermec das Gemeinschaftsunternehmen Angelstar. Das als Guardia bezeichnete System soll erstmals auf Flirt-Zügen der BLS zum Einsatz kommen. Anfang 2019 liefen Feld- und Zulassungstests in der Schweiz und weiteren europäischen Ländern. Im Juni 2020 wurde in Polen die Zulassung für den Einsatz auf Flirt-Triebzügen der Koleje Mazowieckie erteilt.
Das Unternehmen The Signalling Company kündigte 2019 an, zukünftig ETCS-Fahrzeuggeräte herzustellen. Eine Gruppe von Unternehmen um die Firma Railergy entwickelt ein modulares ETCS/ATO-System, das voraussichtlich ab 2024 zum Einsatz kommen soll. Škoda kündigte im Februar 2023 an, das Unternehmen mit 38 Mitarbeitern zu übernehmen.
Alcatel bot unter der Bezeichnung ALTRACS BDZ ETCS-Fahrzeuggeräte an.

## Geschichte
Gestützt auf entsprechende Beschlüsse der europäischen Verkehrsminister (vom 4./5. Dezember 1989) setzte die EG-Kommission Anfang 1990 eine Projektorganisation mit Vertretern von Regierungen, Industrie und europäischen Bahnen auf. Unter Leitung der Generaldirektion Verkehr befasste sich in diesem Rahmen eine Arbeitsgruppe mit Problemen der Signalisierung und der Zugbeeinflussung. Aus einem längeren Meinungsbildungsprozess wurde ein Vorgehen festgelegt, das Elemente der Bahnen und der Industrie vereinigte: Auf Vorschlag der Bahnen, die Systeme der Datenübertragung zwischen dem Boden und dem Zug zu vereinheitlichen gingen die Teilprojekte Eurobalise und Euroradio hervor. Daneben wurde der Industrievorschlag eines neuen Fahrzeuggeräts in moderner, offener Rechnerarchitektur als Teilprojekt Eurocab weiterverfolgt. In Kombination dieser Vorschläge wurde der Weg zu einer einheitlichen Zugbeeinflussung geebnet. Mit Beschluss vom 17. Dezember 1990 stimmte der EG-Rat für eine Vertiefung dieser Arbeiten. Eurocab sollte in einer offenen Architektur entstehen und ein einheitlicher „ETCS-Bus“ zwischen den verschiedenen Komponenten geschaffen werden.
Anfang 1994 wurde die Verfügbarkeit von Eurocab-Fahrzeuggeräten ab zirka 1997 erwartet. Mitte der 1990er Jahre sah die ETCS-Fahrzeugarchitektur neben dem EVC (für sicherheitsrelevante Systeme) auch einen nicht sicheren Management Computer (MC) vor. Ihm oblagen Funktionen wie Diagnose oder die Steuerung der Bediengeräte (MMI), die damit nicht in den Sicherheitsnachweis des EVC mit einzubeziehen waren. Um 2000 oblag die Steuerung dagegen dem EVC.
Für das Fahrzeuggerät wurden Mitte der 1990er Jahre verschiedene Grade an Modularität erwogen, die von voller Hard- und Softwaremodularität (mit definierten, herstellerunabhängigen Schnittstellen) bis hin zu Black-Box-Lösungen.
Als Alternative zum STM wurde um 1996 ein Operating System Switch (OSS) erwogen. Zwischen verschiedenen Zugbeeinflussungssystemen hätte dabei eine Umschaltung erfolgen sollen. Dies hätte einen standardisierten EVC erfordert – u. a. in Bezug auf Schnittstellen, Grundfunktionen, Betriebssystem und Programmiersprache – damit ein Lieferant die Software eines anderen Lieferanten hätte integrieren können.
In der im April 2000 von der UNISIG an die Europäische Kommission übergebenen “Class 1”-Spezifikation wurde, gegenüber der Vorversion A200, die Standardisierung der Fahrzeugarchitektur weitgehend aufgegeben. U. a. wurde auf einheitliche Schnittstellen verzichtet. Eine derartige standardisierte Fahrzeugeinrichtung wurde als EURO-Cab bezeichnet. Deren Elemente sollten über einen ETCS-Bus mit dem EVC verbunden werden. Das zu Grunde liegende Projekt Eurocab war dabei eines von mehreren Zusammenarbeitsprojekten der europäischen Signalindustrie (EUROSIG).
Nach einem Softwareupgrade auf rund 140 Triebfahrzeugen in der Schweiz kam es Ende 2004 vermehrt zu EVC-Verbindungsabrissen. Bei diesem Fehler dürfte das Fahrzeug auch nach einem Reset nicht mehr weiterfahren. Mit einem weiteren Update sollte der Fehler behoben werden.
Im Rahmen des openETCS-Projekts verfolgte die Deutsche Bahn in den 2010er Jahren die Idee, eine einheitliche EVC-Software unter Open-Source-Lizenz zu entwickeln, die durch ETCS-Lieferanten um spezifische APIs und hardwarespezifische Anpassungen ergänzt werden sollte.
Für die Umsetzung von Automatisierten Fahrbetrieb wurden im Rahmen von Shift2Rail um 2016 zwei Konzeptansätze diskutiert: Die Umsetzung der ATO-Funktionen im EVC (mit zusätzlicher Software) oder die Nutzung einer ATO-Architektur mit separater Hardware. In jedem Fall sollte die Sicherheitsverantwortung ausschließlich beim Zugbeeinflussungssystem liegen.
Ab August 2017 durchliefen, auf Cityjet-Triebzügen der ÖBB-Baureihen 4744 und 4746, erstmals EVCs eine Sicherheitserprobung nach Baseline 3.

## Sonstiges
Um Quality-of-Service-Parameter der GSM-R-Datenübertragung zu messen, kann fahrzeugseitig ein EVC simuliert werden.
Durch Position Reports zweier am Beginn und am Ende eines Zuges laufender EVCs kann eine Zugvollständigkeitskontrolle (für ETCS Level 3) realisiert werden.
In Frankreich soll eine als NextEVC (vorher EVC Portable) bezeichnete Fahrzeuglösung ausgeschrieben werden. Die Lokalisierung soll ausschließlich satellitenbasiert sein und die Baliseninformationen durch Mobilfunkinformationen ersetzt werden.